# إذاعة غرداية
إذاعة غرداية هي إذاعة محلية بولاية غرداية الجزائرية تبث برامجها باللغة العربية واللغة المزابية. انطلقت في البث بتاريخ 24 فبراير 2001 وذلك من السابعة صباحا حتى الثامنة مساء، وتسمى حاليا: إذاعة الجزائر من غرداية والمنيعة.

## وصلات خارجية
- الموقع الرسمي لإذاعة غرداية

قالب:إذاعات جزائرية